# Jonquières-Saint-Vincent
Jonquières-Saint-Vincent é uma comuna francesa na região administrativa de Occitânia, no departamento de Gard. Estende-se por uma área de 21,32 km². Em 2010 a comuna tinha 3 853 habitantes (densidade: 180,7 hab./km²).